# الزواقين
الزواقين قرية مغربية من قرى قبيلة بني مسارة، الواقعة شرق مدينة وزان المغربية. تبعد الزواقين عن مدينة وزان 25 كيلو متراً، وعن مدينة فاس 122 كيلو متر. وتنقسم إلى ثلاثة أحياء هي: أولاد بن سليمان وأولاد عبد الله واحساسن.

## سكان
معظم سكان الزواقين من الكنونيين الذين استقروا بهذه المنطقة منذ نهاية الدولة الإدريسية بحسب ما ورد في «المسالك والممالك» للبكري. وتشتهر القرية بعين مائية كان يضرب بها المثل في قوتها وجودتها.
وتضم القرية مدرسة ابتدائية تعود إلى عهد الحماية. ومؤسسة للتعليم الإعدادي تأسست مطلع القرن الـ 21. وتعقد بها سوق أسبوعية كل يوم أربعاء.
ومن أشهر بيوتات هذه القرية وأسرها أسرة الهاشمي والعافي وشيخي ولطفي وحلمي والعمراوي والبوهالي والحضري والكرادي والصدور والفضلي والحاجي

## أعلام
انجبت هذه القرية العديد من العلماء والفقهاء من بينهم:
- الطيب لطفي الزواقي المتوفى سنة 1939، وابنه الفقيه سي محمد لطفي المتوفى سنة 1966
- الطيب البوهالي الزواقي المتوفى سنة 1988.
- أحمد بن محمد الكرادي المتوفى سنة 1954.
- العربي الهاشمي المتوفى سنة 1959.
- المدني بن طاهر.
- المدني بن قاسم المتوفى سنة 1964.
- عبد الله بن عبد السلام شيخي المتوفى سنة 1966.
- عبد القادر بن محمد بن قاسم الصدور المتوفى سنة 1971.
- الشريف بن أحمد الكرادي
- محمد بن سي بلحاج المتوفي 1938.
- جلول بن عبد السلام شيخي المتوفى سنة 1961
- محمد بن عبد الله العافي. و
- أحمد بن الطاهر الزواقي التطاوني المتوفى سنة 1952.
- محمد بن المدني كنون
- عبد الله كنون المتوفى سنة 1989
- محمد الخمار الكنوني المتوفى سنة 1991.